# Дуглас, Уильям Шолто
Уильям Шолто Дуглас (англ. William Sholto Douglas, 1st Baron Douglas of Kirtleside; 23 декабря 1893 — 29 октября 1969) — британский военачальник, Маршал Королевских ВВС (1 января 1946). Один из руководителей британских ВВС в битве за Англию. 1-й барон Дуглас Киртлсайдский (1948).

## Молодые годы
Из дворянского рода Дугласов: родился в семье профессора, известного искусствоведа и художественного критика Роберта Дугласа (1864—1951). Получил хорошее образование: окончил престижную школу «Эмануэль» в Лондоне, старинную школу в Тонбридже, Оксфордский университет.
Сразу после начала Первой мировой войны, 15 августа 1914 года был зачислен в Королевскую полевую артиллерию. В январе 1915 года переведён в Королевский лётный корпус и зачислен лётчиком-наблюдателем в 2-ю эскадрилью. Прошёл курс обучения в Королевском авиационном клубе, с июня 1915 года служил в 8-й эскадрилье в Англии. С августа 1915 года в составе 8-й эскадрильи воевал на Западном фронта во Франции. Летал на биплане Royal Aircraft Factory B.E.2. С января 1916 года воевал в составе 16-й эскадрильи, командир звена. С апреля 1916 года командовал 43-й эскадрильей, а с июля 1916 года — 84-й эскадрильей. В эти года летал на самолётах Sopwith 1½ Strutter и Royal Aircraft Factory S.E.5.

## Между мировыми войнами
В 1919 году был уволен из ВВС, работал пилотом в авиастроительной компании «Хандлей Падж Транспорт», затем - пилотом коммерческих авиалиний. В марте 1920 года вновь поступил на службу в Королевские военно-воздушные силы Великобритании по рекомендации знавшего его в годы войны командующего ВВС Хью Тренчарда. Окончил штабной колледж RAF в Андовере и 4 года служил в нём инструктором. В 1927 году окончил Имперский колледж обороны. В январе 1928 года назначен командиром авиакрыла в Англии. В августе 1929 года переведён старшим офицером ВВС в штаб командования британских Вооружённых сил на Ближнем Востоке в Хартуме (Судан). С июня 1932 года - инструктор Имперского колледжа обороны. С января 1936 года - директор штабного отдела Министерства авиации. С февраля 1938 года - помощник начальника штаба ВВС.

## Вторая мировая война
В этой должности вступил в Вторую мировую войну. С апреля 1940 года — второй заместитель начальника штаба ВВС. Активный участник и руководитель боевых действий в ходе битвы за Англию. Вместе с Траффордом Ли-Мэллори критиковал действия командующего Истребительного командования главного маршала авиации Хью Даудинга, и после его смещения в октябре 1940 года был назначен командующим Истребительным командованием. На этом посту реализовал свою идею «Большого крыла», объединяя компактно базирующиеся истребительные эскадрильи в одно авиакрыло с единым командованием и средствами обнаружения и оповещения. Это существенно повысило оперативность действий истребительной авиации и огневую мощь, а также, как правило — достижение паритета или превосходства над группами немецких истребителей. Также всемерно поддерживал ускоренное производство современных истребителей «Спитфайр». Придерживался ярко выраженной наступательной тактики, с января 1941 года в практику вошли постоянные рейды на немецкие военные и промышленные объекты, выманивание немецких истребителей на воздушные бои над Ла-Маншем под засады британских истребителей, «свободная охота» за воздушными и морскими целями. С учетом ослабления немецкого воздушного наступления на Англию в связи с переброской значительных сил для нападения на СССР, эта практика принесла успех.
С января 1943 года — главнокомандующий Средневосточным командованием Королевских ВВС. С января 1944 года — командующий Береговым командованием RAF в Англии, отвечал за воздушное прикрытие районов сосредоточения десантных союзных сил и перехода десанта в ходе Нормандской десантной операции в июне 1944 года.

## После войны
С 15 июля 1945 года — главнокомандующий ВВС Британских оккупационных войск в Германии. С 1 мая 1946 года — Главнокомандующий Британскими оккупационными войсками в Германии, военный губернатор британской оккупационной зоны в Германии, член от Великобритании в Союзной контрольной комиссии. 1 ноября 1947 года вышел в отставку.
С 1949 по 1964 годы был председателем одной из крупнейших британский авиакомпаний «British European Airways». Член Палаты Лордов Парламента Великобритании. Автор двух книг мемуаров и автобиографии.
Умер в госпитале в Нортгемптоне. Похоронен в Церкви Святого Клемента Датского в Лондоне.

## Воинские звания
| Второй лейтенант (Армия)                   | 15 августа 1914                |
| Лейтенант (Армия)                          | 9 июня 1915                    |
| Капитан (Армия) (временное звание)         | 27 декабря 1915/10 января 1916 |
| Майор (Армия) (временное звание)           | 1 июля 1916                    |
| Майор (ВВС) (временное звание)             | 1 апреля 1918                  |
| Подполковник (ВВС) (временное звание)      | 20 ноября 1918                 |
| Майор (Squadron Leader) (ВВС)              | 25 марта 1920                  |
| Подполковник (Wing Сommander) (ВВС)        | 1 января 1925                  |
| Полковник (Group Captain) (ВВС)            | 1 января 1932                  |
| Коммодор авиации (ВВС)                     | 1 июля 1935                    |
| Вице-маршал авиации                        | 1 января 1938                  |
| Маршал авиации (временное звание)          | 25 ноября 1940                 |
| Маршал авиации (постоянное звание)         | 14 апреля 1942                 |
| Главный маршал авиации (временное звание)  | 1 июля 1942                    |
| Главный маршал авиации (постоянное звание) | 6 июня 1945                    |
| Маршал Королевских ВВС                     | 1 января 1946                  |

## Награды

### Британские награды
- Рыцарь Большого Креста ордена Бани (GCB, 1.01.1946)
- Рыцарь-командор ордена Бани (КСВ, 1.07.1941)
- Кавалер ордена Бани (СВ, 11.07.1940)
- Военный крест (MC, 14.01.1916)
- Крест «За выдающиеся лётные заслуги» (DFC, 8.02.1919)
- 3 упоминания в приказах
- медали

### Иностранные награды
- Военный крест 1914—1918 (Франция, 29.07.1924)
- Кавалер Командорского креста со звездой ордена Возрождения Польши (Польша, 29.05.1942)
- Орден Белого льва (Чехословакия, 12.01.1943)
- Орден Белого орла (Королевство Югославия, 21.01.1944)
- Кавалер Большого Креста ордена Святого Олафа (Норвегия, 9.10.1945)
- Кавалер Большого Креста ордена Феникса (Греция, 6.09.1946)
- Кавалер Большого Креста ордена Оранских-Нассау (Нидерланды, 15.10.1946)
- Великий офицер ордена Короны (Бельгия, 20.06.1947)